# Лео Форгач
Лео Форгач (справжнє прізвище Флейшманн; угор. Forgács (Fleischmann) Leó; 5 жовтня 1881, Будапешт — 17 серпня 1930, Берретьоуйфалу) — угорський шахіст, майстер (1902). Шаховий журналіст. Найкращі результати в міжнародних змаганнях: Ганновер (1902, побічний турнір «Б») і Бармен (1905, турнір майстрів «Б») — 1-е місце; Нюрнберг (1906) — 3-4-е; Остенде (1907, турнір майстрів) — 5-е; Гамбург (1910) — 9-10-е; Санремо (1911) — 3-є; Будапешт (1913, турнір австрійських та угорських майстрів) — 3-є місце. 
Після війни не виступав на змаганнях, але брав активну участь у шаховій життя Угорщини як літератор. 

## Спортивні результати
| Рік  | Місто           | Турнір                                    | +  | - | =  | Результат | Місце |
| ---- | --------------- | ----------------------------------------- | -- | - | -- | --------- | ----- |
| 1902 | Ганновер        | Побічний турнір «Б»                       |    |   |    | з         | 1     |
| 1904 | Кобург          | 14-й конгрес Німецького шахового союзу    | 0  | 2 | 10 | 5 з 12    | 10    |
|      | Монте-Карло     |                                           | 2  | 6 | 2  | 3 з 10    | 6     |
| 1905 | Бармен          | Турнір майстрів «Б»                       | 11 | 2 | 4  | 13 з 17   | 1     |
| 1906 | Нюрнберг        | 15-й конгрес Німецького шахового союзу    | 7  | 2 | 7  | 10½ з 16  | 3-4   |
|      | Остенде         |                                           |    |   |    | з         |       |
| 1907 | Остенде         | Турнір майстрів                           | 12 | 3 | 13 | 18½ з 28  | 5     |
| 1909 | Санкт-Петербург |                                           | 4  | 7 | 7  | 7½ з 18   | 14    |
| 1910 | Гамбург         | 17-й конгрес Німецького шахового союзу    | 4  | 4 | 8  | 8 з 16    | 9-10  |
| 1911 | Сан-Ремо        | Гамбітний турнір                          |    |   |    | з         | 3     |
| 1912 | Сан-Себастьян   |                                           |    |   |    | з         |       |
| 1913 | Будапешт        | Турнір австрійських та угорських майстрів |    |   |    | з         | 3     |
|      |                 |                                           |    |   |    | з         |       |

## Книги
- A sakkjatek gyöngyci, Bdpst. 1909.